# Atomaria mongolica
Atomaria mongolica is een keversoort uit de familie harige schimmelkevers (Cryptophagidae). De wetenschappelijke naam van de soort werd in 1970 gepubliceerd door Johnson.